# Pulmonaria filarszkyana
Pulmonaria filarszkyana är en strävbladig växtart som beskrevs av Javorka. Pulmonaria filarszkyana ingår i släktet lungörter, och familjen strävbladiga växter. Inga underarter finns listade i Catalogue of Life.